# 권위주의 인격
권위주의 인격 (権威主義性格, Autoritare Personlichkeit, Authoritarian personality)은 사회적 성격의 하나이다. 사회적 성격은 독일의 에리히 프롬에 의해 제시된 개념으로, '하나의 집단의 구성원의 대부분이 가지고 있는 인격 구조의 핵심이며, 그 집단에 공통된 기본적 경험과 생활 양식의 결과로서 형성된 것'이라고 정의된다. 이 사회적 성격 중에서도 특히, 경직화한 사고에 의해 강자나 권위를 무비판으로 받아 들여 소수집단을 미워하는 사회적 성격을 가리켜 권위주의 성격이라 말해진다.
1930년대의 독일에서의 파시즘 대두를 받아들인 보통 사람들이나 하층 중산층에 관해서, 사회심리학적인 분석을 행한 프롬이나, 미국의 사회학자들에 의해서, 인간의 사회적 성격 (인격)으로서 주장되었다. 프롬은 이를 권위 있는 사람에게의 절대적 복종과 자기보다 약한 사람에 대한 공격적 성격의 공생으로 봤다. 사고의 유연성이 부족해 강한 사람이나 권위에 따르는 단순한 사고가 눈에 띄어, 자신의 의견이나 관심이 사회에서도 상식이라고 오해해 파악하는 경향이 강하다. 외국인이나 소수민족을 공격하는 경향도 자주 있다. 이러한 사회적 성격을 가지는 사람들이 파시즘을 받아 들였다고 했다.
이것을 민주주의적 인격과의 대치 개념으로서 척도화된 1개의 심리적 경향으로서 파악하려고 한 것은 테오도어 아도르노이다. 그는 독일에서 캘리포니아 대학교 버클리에 망명해, F 스케일을 개발해 파시즘적인 심리 경향 (권위주의적 태도)의 스코어를 작성했다. 이 연구는 반유대적 편견에 관한 대규모 심리학적 연구 프로젝트의 일환이며, 제2차 세계대전이나 대학살 (대량학살)에 크게 영향을 받고 있다. 그의 연구는 그 후, 자기 지령성이나, 일과 인격 연구에도 연결되었다.

## 참고 문헌
- 호사카 미노루 (2004). 《현대 사회와 권위주의-프랑크푸르트 학파 권위론의 재구성》. 히가시신당. ISBN 9784887135383.
- 오카모토 코이치 (2004). 《권위주의의 정체》. PHP 신서. PHP 연구소. ISBN 9784569639901.
- 소라나카 키요시 (2004). 《권위주의적 인간-현대인의 마음에 히 드는 파시즘》. 유비각 추천도서. 유비각. ISBN 9784641023123.
- 우미노 미치오편 (2000). 《공평감과 정치 의식》. 일본의 계층 시스템 제2권. 도쿄대학 출판회. ISBN 9784130551229.

## 같이 보기
- 권위주의
- 인격
- 테오도어 아도르노
- 파시즘
- 파타나리즘
- 민주주의
- 권위에 의한 논증